# Wilhelm Dietrich von Gemmingen
Wilhelm Dietrich Freiherr von Gemmingen (* 17. April 1827 in Gemmingen; † 18. Oktober 1903 in Karlsruhe) war ein preußischer General der Kavallerie. 

## Leben

### Herkunft
Wilhelm Dietrich war ein Sohn von Ludwig Friedrich Wilhelm von Gemmingen (1794–1858) und dessen Ehefrau Emma Sebastiane Karoline, geborene von Gemmingen-Bonfeld (1804–1865). Sein Vater war badischer Kammerherr und Oberforstrat.

### Militärkarriere
Nach dem Besuch des Lyzeums in Karlsruhe absolvierte er die Kriegsschule und die Artillerieschule für Offiziere. Am 1. Oktober 1842 trat er als Avantageur in die Artilleriebrigade der Badischen Armee ein. 1846 wurde er Leutnant und nahm 1848/49 an der Niederschlagung der Badischen Revolution teil. 1852 stieg Gemmingen zum Oberleutnant und wurde im Jahr darauf Brigadeadjutant. Mitte Mai 1859 folgte seine Beförderung zum Hauptmann und die Ernennung zum Batteriechef. 1866 beteiligte er sich als Führer der reitenden Batterie am Krieg gegen Preußen, ohne jedoch ins Gefecht zu kommen. 1867 kam er als Major zum Dragoner-Regiment „Prinz Karl“. Damit verbunden war seine Verwendung als Ordonnanzoffizier des Großherzogs von Baden. Am 22. November 1868 wurde Gemmingen in den Generalstab versetzt und im Mai 1869 zum Oberstleutnant befördert. Im Juli 1869 wurde er zum Regimentskommandeur ernannt. In dieser Stellung nahm er während des Krieges gegen Frankreich an den Belagerungen von Straßburg und Belfort sowie der Schlacht bei Wörth teil.
Ausgezeichnet mit dem Eisernen Kreuz II. Klasse und dem Ritterkreuz des Militär-Karl-Friedrich-Verdienstordens wurde Gemmingen nach dem Frieden von Frankfurt am 15. Juli 1871 in die Preußische Armee übernommen. 1873 wurde er zum Oberst befördert. 1876 wechselte er als Kommandeur zur 21. Kavallerie-Brigade in Frankfurt am Main, wo er 1878 Generalmajor wurde. 1883 wechselte er als Generalleutnant nach Düsseldorf, wo er die 14. Division kommandierte. 1886 kehrte er in gleicher Stellung nach Frankfurt zurück und kommandierte die 21. Division. Am 12. Juli 1888 wurde Gemmingen mit dem Charakter als General der Kavallerie und Pension zur Disposition gestellt. Seinen Altersruhesitz nahm er in Karlsruhe.
1858 zählte er zu den Mitgründern der Pferderennbahn in Iffezheim. Von 1871 bis 1875 und von 1889 bis 1899 gehörte Wilhelm von Gemmingen zu den Abgeordneten des grundherrlichen Adels unterhalb der Murg in der Ersten Kammer der Badischen Ständeversammlung.

## Auszeichnungen
- Krone zum Roten Adlerorden I. Klasse mit Eichenlaub am 15. Januar 1896
- Stern zum Kronenorden II. Klasse am 26. September 1883
- Großkreuz des Ordens Berthold des Ersten am 31. Oktober 1902
- Großkreuz des Ordens vom Zähringer Löwen
- Russischer Orden der Heiligen Anna I. Klasse
- Komtur II. Klasse des Albrechts-Orden
- Lippischer Hausorden Ehrenkreuz I. Klasse
- Badische Dienstauszeichnung II. Klasse